# Захарешть (Сучава)
Захарешть, Захарешті (рум. Zaharești) — село у повіті Сучава в Румунії. Входить до складу комуни Строєшть.
Село розташоване на відстані 350 км на північ від Бухареста, 10 км на південний захід від Сучави, 118 км на північний захід від Ясс.

## Населення
За даними перепису населення 2002 року у селі проживали 860 осіб. Рідною мовою 859 осіб (99,9%) назвали румунську.
Національний склад населення села:
| Національність | Кількість осіб | Відсоток |
| -------------- | -------------- | -------- |
| румуни         | 844            | 98,1%    |
| цигани         | 15             | 1,7%     |